# غار علی شیخ

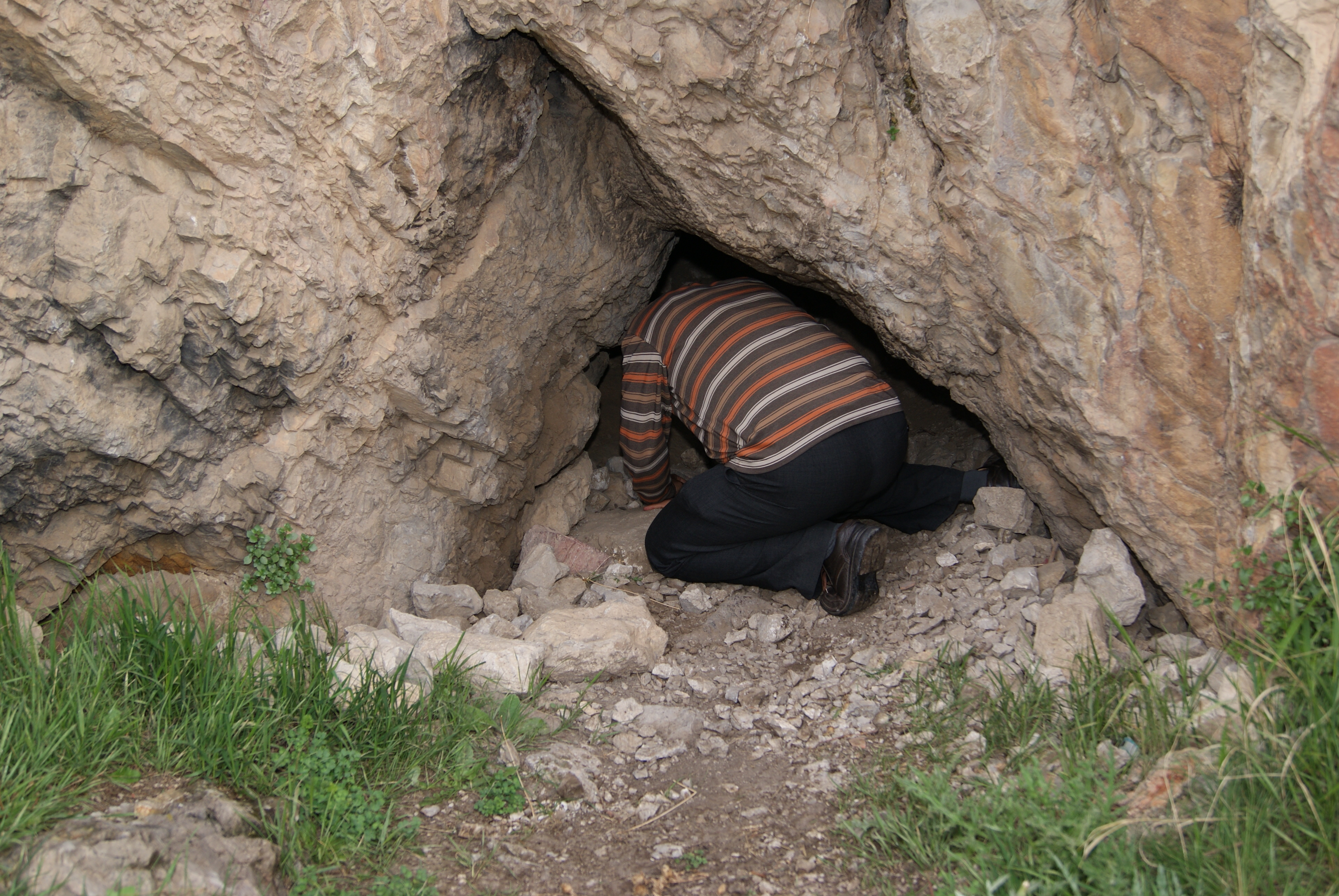
ورودی دوم غار

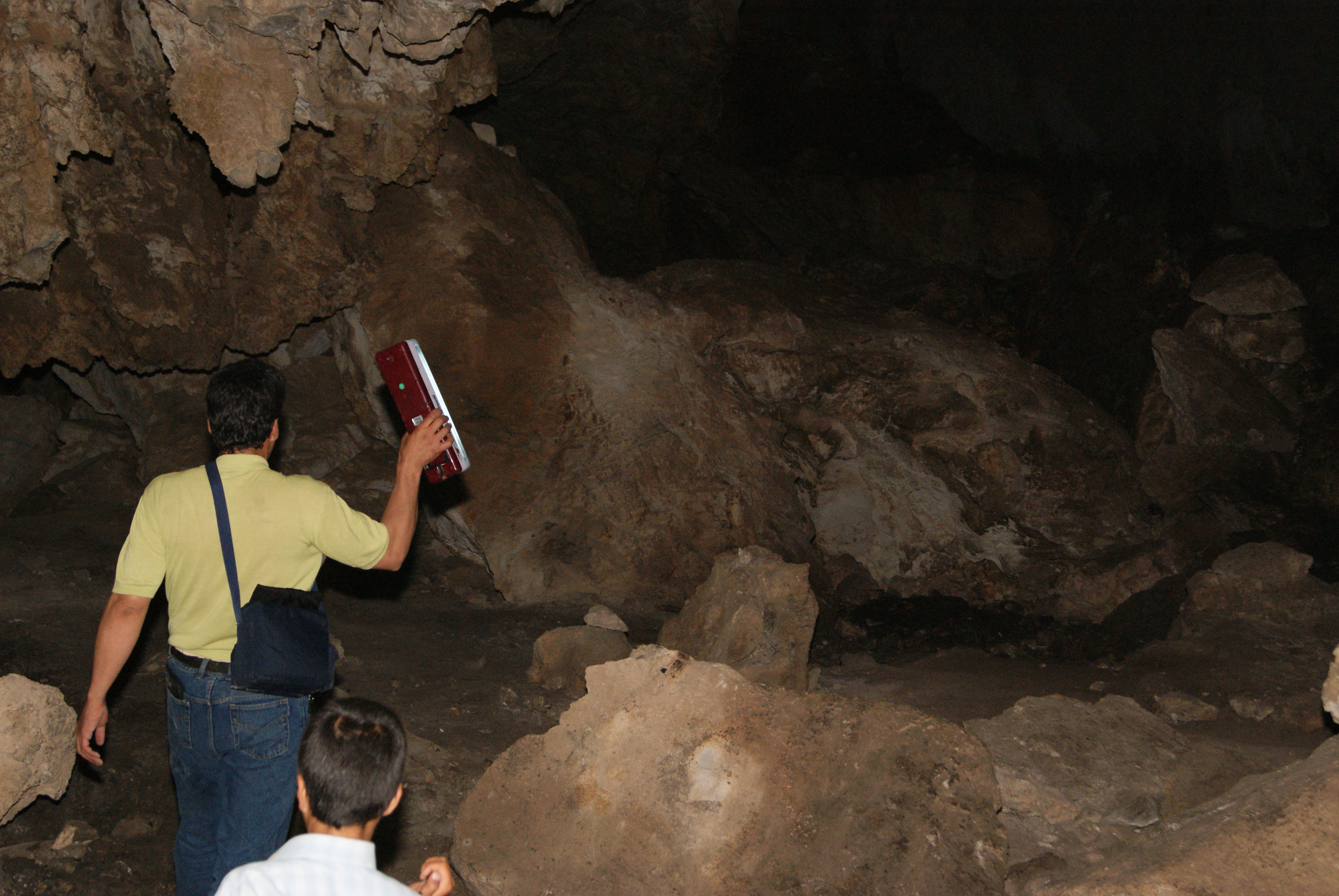
نمای داخل غار

غار علی شیخ خوی

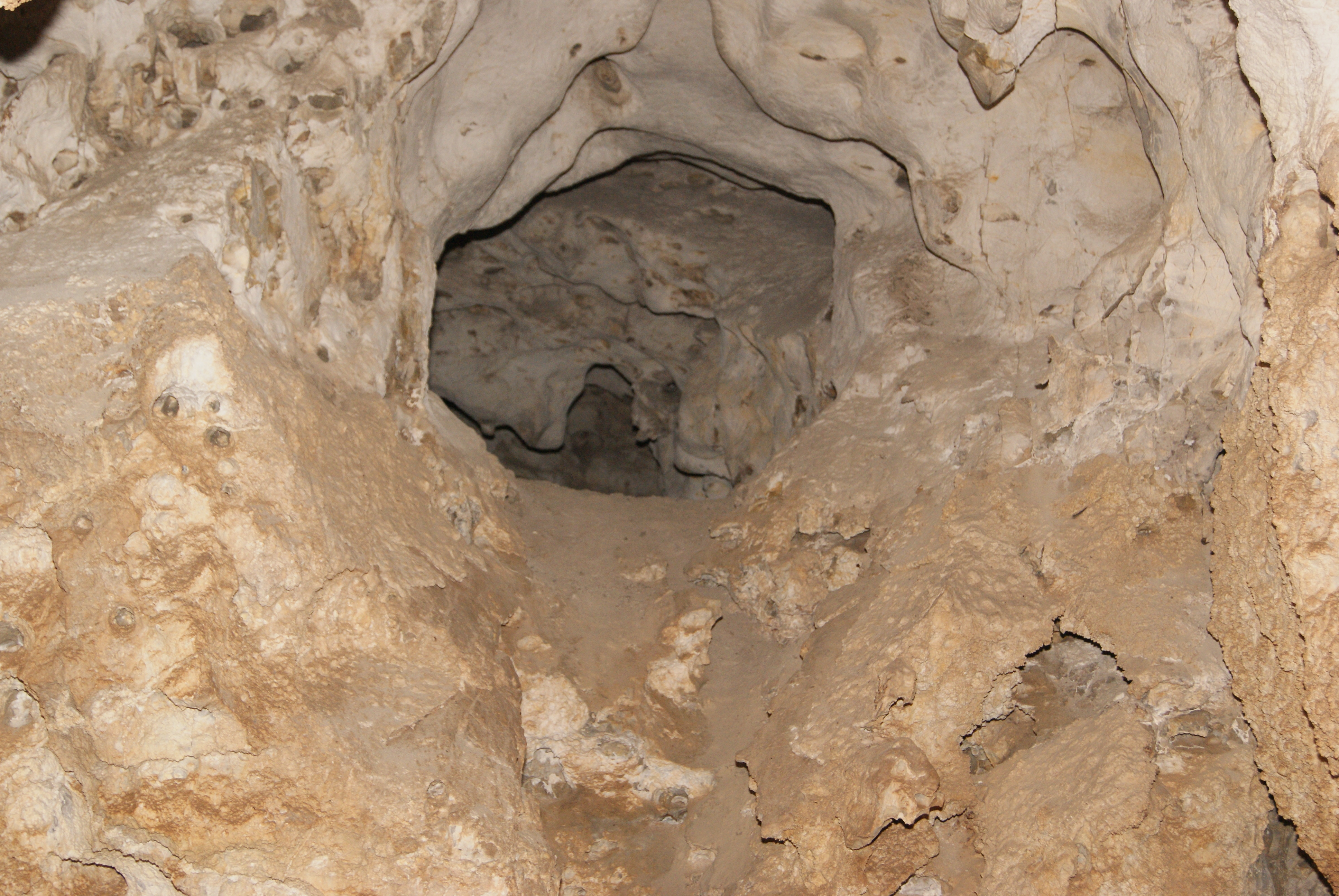
مسیری که اشتباهی واردش شده بودیم

غار علی شیخ در ۴۵ کیلومتری شمال غربی شهرستان خوی در جاده خوی - چالدران روستای علیشیخ«آل ایْشیْق»(که معنی روشنابی ابلق در فارسی را داراست) قرار گرفته‌است. در انتهای روستای علی شیخ  که این غار به علت قرار گرفتن در این روستا به این نام نام گذاری شده‌است.
با توجه به موقعیت جغرافیایی کوهستانی این روستا، روشنایی آفتاب در آن بصورت سایه روشن یا ابلق قابل مشاهده است و به سبب همین مشخصه طبیعی در زبان محلی، به ترکی آذربایجانی «آل ایْشیْق»(به معنی روشنایی ابلق در زبان فارسی ) خوانده شده که در اسناد دولتی علیشیخ ثبت گردیده است.
این غار دارای دو ورودی است که بعد از پیمودن 36 متر ، هردو ورودی به هم میرسند و بعد از آن باید از یک تنگه تقریبا به صورت سینه خیز و چهار دست پا عبور کرد که بعد از آن راه هموار است تا وقتی که به نردبان طنابی برسید.

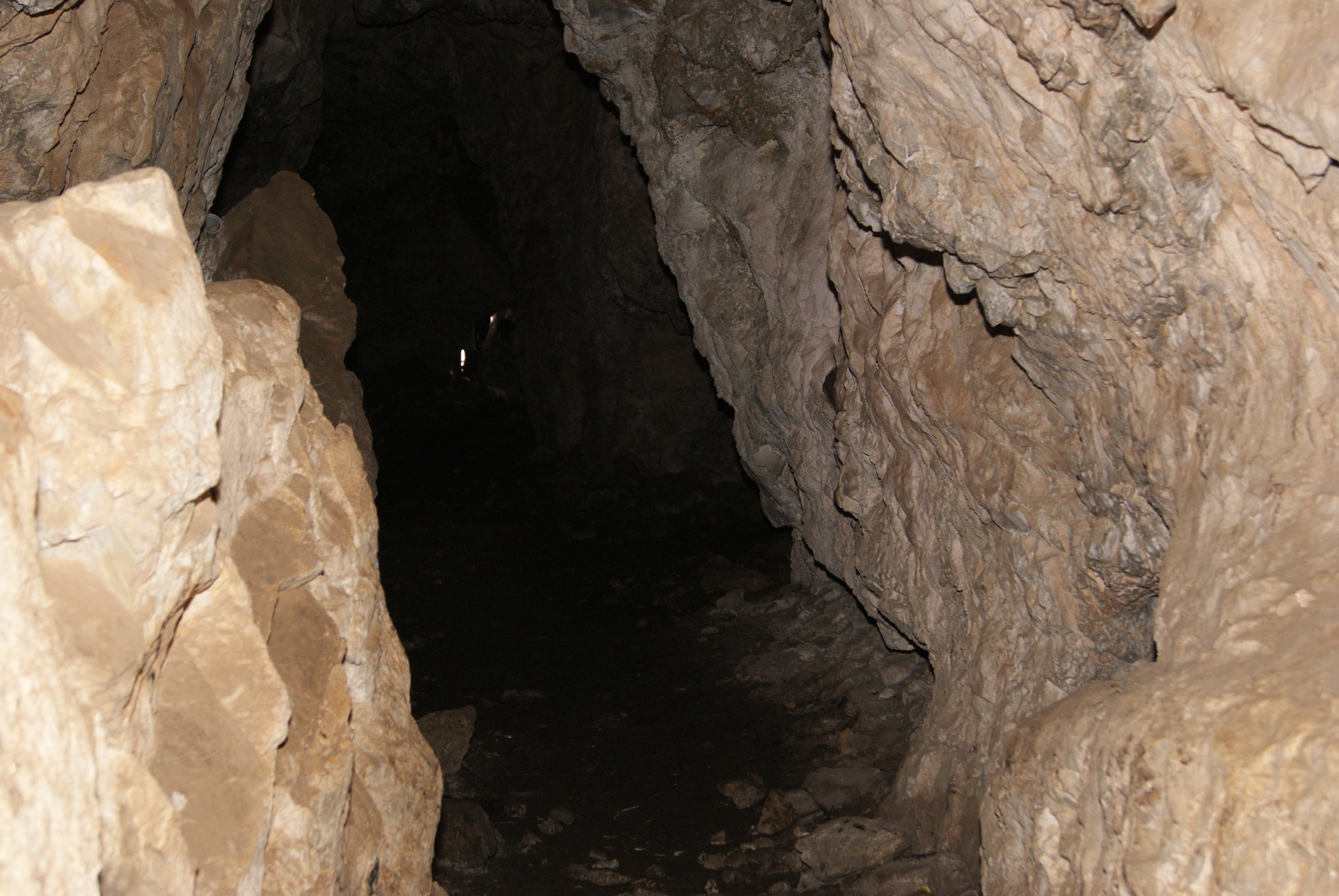
داخل ورودی بزرگ غار

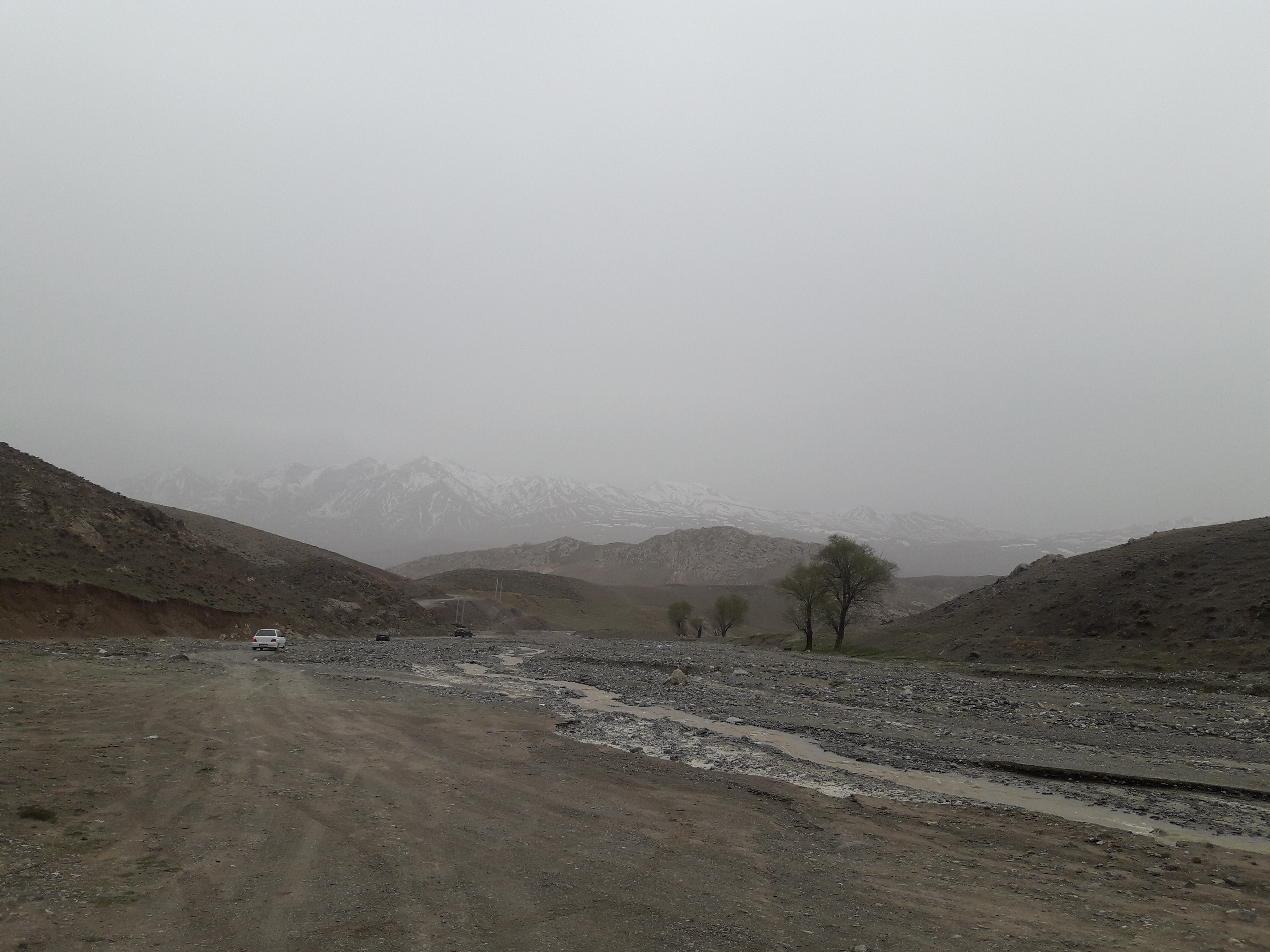
مسیر رودخانه که دقیقا جلوی غار هست البته ورودی غار در ارتفاع ۳۰ متری هست

در کل این غار تا ۲۵۰ متر با خانواده قابل پیمایش هست ولی از نردبان طنابی دیگر باید کاملا مجهز باشید.
در طول مسیر همیشه در کنار دیواره ها طناب هایی به رنگ قرمز و سفید کشیده شده و روی آنها فاصله شما تا بیرون نوشته شده که در مسیر برگست گم نشوید. ترجیحا با اسپری روی دیوار غار یادگاری ننویسید.
غار در تشکیلات آهکی منطقه به وجود آمده و دارای دو دهانه ورودی است که هر دو ورودی در دامنه کوه قرار دارند و مسیر ورودی یکی از دهانه ها شیب بندی و پلکان گذاری شده است. 
یکی از ورودی ها به ارتفاع یک متر هست و دیگری ارتفاعی بیشتر از دو متر دارد ، ورودی دوم که ارتفاع یک متری دارد که جلو آن سنگ انداختند ولی به صورت چهار دست پا میتوانید وارد شوید. 
در پیرامون غار سفال های خرد شده و استخوان هایی به چشم می‌خورد که بیانگر تاریخی بودن غار است و از وجود اسکلت در غار نیز سخن گفته شده است. 
در فصل تابستان هوای داخل غار از بیرون معمولاً ۱۵ درجه خنک تر است و در زمستان برعکس. درون غار محل تجمع خفاشها است. داخل غار سفال‌های شکسته‌ای مربوط به دوران کهن اسلامی دیده می‌شود. پس از طی ۲۵۰ متر با استفاده از نردبان طنابی به پایین بروید و مقدار ۳۰ قدم به علت تنگی معبر اگر سینه خیز حرکت کنید، به تالار کوچکی که سقف آن از استالاکتیت است خواهید رسید. تالارهای سنگی و قندیل‌های سنگی از جذابیت‌های فوق العاده این غار است. این غار طولانی‌ترین غار آذربایجان غربی است. این غار به علت سختی مسیر عبور فقط برای کوهنوردان و افراد خاص متأسفانه جذابیت داشته و خانواده‌ها استقبال چندانی برای بازدید از آن از خود نشان نمی‌دهند.